# Isabella Holland
Isabella Holland (Brisbane, 1992. január 2. –) ausztrál teniszezőnő. Legjobb egyéni világranglista-helyezése ötszázhatodik volt, ezt 2009. március 9-én érte el. Eddigi egyetlen Grand Slam-tornáján, a 2009-es Australian Openen az első körben esett ki.

## Év végi világranglista-helyezései
| Év       | 2006 | 2007  | 2008 |
| Helyezés | 836. | 1055. | 545. |

## Külső hivatkozások
- Isabella Holland profilja a WTA oldalán (angolul)
- Isabella Holland profilja az ITF oldalán (angolul)